# Château d'Ōtaki (Chiba)
Le château d'Ōtaki (大多喜城, Ōtaki-jō) se trouve à Ōtaki, au sud-est de la préfecture de Chiba au Japon. Durant la période Edo, le château d'Ōtaki était le siège des daimyos du domaine d'Ōtaki de la province de Kazusa, le clan Satomi. Le château était aussi connu sous le nom de « Ōdaki-Jō » (小田喜城).

## Histoire

### Construction du château
Le clan Satomi, gouverneur quasi indépendant de toute la péninsule de Bōsō durant l'époque Sengoku, construisit le château original au début des années 1500 pour garder les abords septentrionaux de ses domaines, mais le bâtiment tomba en ruines dès la fin du XVIe siècle. Cette période d'hostilités locales et les exploits du clan Satomi sont abondamment décrits dans le Bōsō Chiran-Ki.

### Période Edo

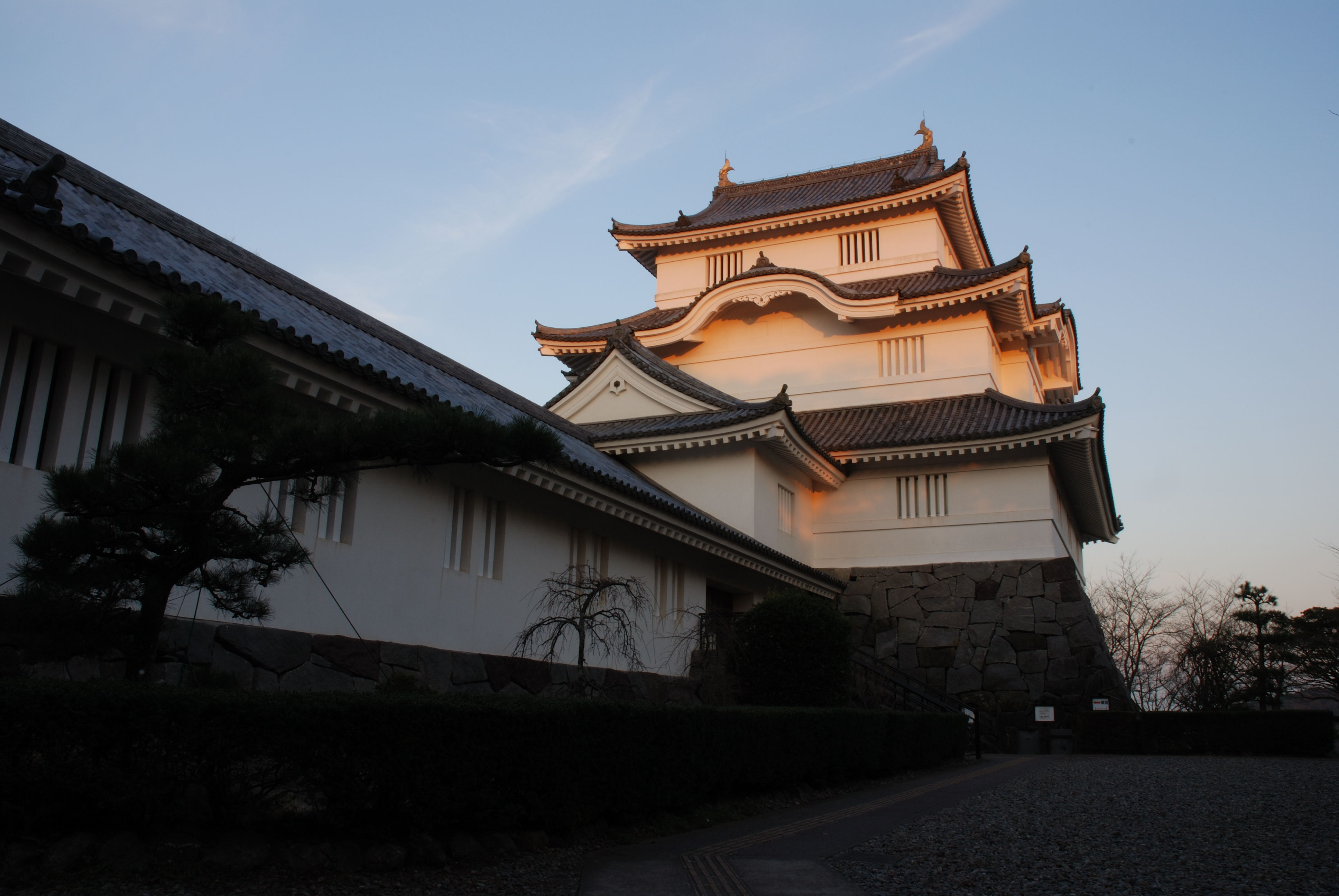
Le tenshu.

En 1590, après que Tokugawa Ieyasu se fut réinstallé à Edo sur ordre de Hideyoshi Toyotomi, il ordonna à Honda Tadakatsu de bâtir une nouvelle fortification pour aider à contenir le pouvoir des Satomi dans le domaine de Tateyama. Le clan Satomi fut défait par le shogunat Tokugawa en 1614, mais les Honda continuèrent à régner en daimyos du domaine d'Ōtaki (d'une valeur de 100 000 koku) pendant encore trois générations. Le contrôle du domaine passa ensuite aux daimyos des clans Abe, Aoyama et Inagaki avant d'être confié à Matsudaira Masahisa, dont les descendants continuèrent à régir du château jusqu'à la restauration de Meiji. Au cours de cette histoire cependant, la valeur du domaine fut réduite de 100 000 à 16 000 koku.
En décembre 1672, une demande fut faite auprès du shogunat Tokugawa pour obtenir la permission de reconstruire le château, spécifiant qu'il n'y avait pas une seule porte en état et que le tenshu de quatre étages était en ruines. Le donjon reconstruit fut détruit par un incendie en 1842 et laissé tel quel.

### Reconstruction
Le tenshu actuel a été reconstruit en 1975 pour soutenir le tourisme local et servir d'annexe au musée Sonan de Chiba qui présente des artefacts historiques dont une petite collection d'armures et de sabres japonais. Comme il n'existe plus d'archives informant de l'aspect du donjon original, la structure actuelle est une construction factice faite d'après 1832 esquisses de sa dernière image connue.
Un festival du château d'Ōtaki se tient chaque année à la fin du mois de septembre. La principale attraction est un défilé de gens portant des armures de samouraïs et des costumes rappelant la période Edo.